# Историја, ти и ја
Историја, ти и ја је осми студијски албум српског рок бенда Галија. Представља трећи и завршни део трилогије која се састоји из албума Далеко је Сунце, Корак до слободе и овог албума, те уједно и трећи албум снимљен у сарадњи са текстописцем Радоманом Кањевцем.
Историја, ти и ја је последњи албум који је Галија снимила са гитаристом Жан Жаком Роскамом.
На албуму се налазе хитови: Скадарска, Старе трубе, Да ме ниси и Сети се Mаја.

## Списак песама
На албуму се налазе следеће песме:

## Чланови групе
- Ненад Милосављевић
- Предраг Милосављевић
- Жан Жак Роскам
- Бата Златковић
- Предраг Милановић
- Бобан Павловић

## Гости на албуму
- Александар Локнер
- Славиша Павловић Стенли
- Бора Дугић
- Ансамбл Ренесанс